# Есипенко, Николай Гаврилович
Николай Гаврилович Есипенко (6 [19] декабря 1906, Екатеринослав — 10 февраля 1993, Киев) — советский театральный режиссёр. Заслуженный деятель искусств УССР (1960).

## Биография
Родился 6 (19) декабря 1906 года в городе Екатеринослав.
В 1930 году окончил Киевский музыкально-драматический институт (преподаватель С. Ткаченко).
В 1930—1933 годах работал в Днепропетровском украинском музыкально-драматическом театре, в эти же годы был одним из основателей Днепропетровского театрального училища.
В 1933—1934 годах возглавлял Криворожский театр.
В 1934—1937 годах — преподаватель Одесского театрального техникума.
В 1937—1939 годах — главный режиссёр Днепропетровского ТЮЗа.
В 1939—1941 годах — главный режиссёр Херсонского музыкально-драматического театра.
В 1942—1943 годах — главный режиссёр Николаевского музыкально-драматического театра.
В 1943—1944 годах — снова главный режиссёр Херсонского музыкально-драматического театра.
В 1944—1945 годах — преподаватель Киевского института театрального искусства.
В 1945—1952 годах — главный режиссёр Житомирского музыкально-драматического театра.
В 1952—1953 годах — главный режиссёр Киевского областного русского музыкально-драматического театра (Белая Церковь).
В 1954—1959 годах — главный режиссёр Криворожского русского драматического театра.
В 1959—1961 годах — главный режиссёр Днепропетровского украинского музыкально-драматического театра.
В 1961—1969 годах — снова преподаватель Киевского института театрального искусства. 
В 1969—1975 годах — главный режиссёр Киевского украинского драматического театра имени И. Франко.
Умер 10 февраля 1993 года в Киеве.

## Творческая деятельность
На театральной сцене поставил спектакли:
- «Комсомольцы» Л. Первомайского (1930, первая постановка);
- «Савва Чалый» И. Карпенко-Карого (1932);
- «Назар Стодоля» Т. Шевченко (1937, Полтавский украинский театр музыкальной драмы; 1943, Николаевский украинский драматический театр, Кемерово);
- «Ромео и Джульетта» У. Шекспира (1938, первая постановка на украинской сцене);
- «Сорочинская ярмарка» М. Старицкого по Н. Гоголю (1945);
- «Майская ночь» М. Старицкого по Н. Гоголю (1946);
- «Запорожец за Дунаем» С. Гулака-Артемовского (1947);
- «Думы мои...» («Слово правды») Ю. Костюка (1949, Житомирский украинский музыкально-драматический театр; 1960, Днепропетровский областной украинский драматический театр имени Т. Г. Шевченко);
- «Дядя Ваня» А. Чехова (1950);
- «Овод» Э.-Л. Войнич (1950);
- «В поисках радости» В. Розова (1957).

## Награды
- Медаль «За трудовое отличие» (1951)[2].
- Заслуженный деятель искусств УССР (1960).